# Drukpa Kagjü
Drukpa Kargyud, také Dugpa Kagyü (Wyl. Brug pa bka brgyud) je jednou ze škol tradice Kagjü a dominantní náboženská tradice tibetského buddhismu v Bhútánu. Zakladatelem linie Drukpa Kargud byl Lingje Repa Pema Dorje (1128–1188) a jeho hlavní žák Tsangpa Gyare Yeshe Dorje (1161–1211), první Drukchen Rinpočhe. Mezi velké mistry této školy patřli například mahásiddha Götsangpa Gönpo Dorje (1189–1258), proslulý tantrik, bláznivý jogín Drukpa Kunley 1455–1529 a velký učenec, meditační mistr a historik, známý jako vševědoucího Pema Karpo (1527–92) – IV. Gyalwang Drukpa a 24. člen Bílé dynastie Guruů.
Linie získala jméno Drukpa ve dvanáctém století, když v roce 1206 viděl Tsangpa Gyare Yeshe Dorje letět devět draků do nebe od země Namdruk, a pojmenoval linii „Drukpa“, „Linie draků“ kvůli této příznivé události. Tsangpa Gyare tak může být považován za zakladatel linie Drukpa Kargyud.
Současnou hlavou linie Drukpa Kargyud je v pořadí XII. Gyawang Drukpa – Jigme Peme Wangchen.

## Drukpa Kargyud v Československu
První zmínky nacházíme v překladech Františka Drtikola ze 30. let 20. století, mimo jiné texty výše zmíněného Pema Karpo, jejichž meditační praxi Drtikol vykonával a učil.
Do Čech a na Slovensko přináší tuto linii oficiálně až roku 2003 Jigme Dondam Dorje (vl. jm. Dr. Jan Lípa), jeden z tibetských tulku. Následně, roku 2005 přijalo prvních pět Čechoslováků svěcení přímo od Jeho Svatosti XII. Gyawang Drukpy.
Linie Drukpa Kargyud je úzce spjata s Učením Fráni Drtikola, které z ní vychází.